# Angerona Tholus
L'Angerona Tholus è una struttura geologica della superficie di Venere.